# فینزبوری پارک
فینزبوری پارک (انگلیسی: Finsbury Park) یک پارک در لندن، انگلستان است.
این پارک که در ناحیه هرینگی، منطقه هرینگی لندن قرار دارد در سال ۱۸۶۹ تأسیس شده و ۴۶ هکتار وسعت دارد.

## نگارخانه

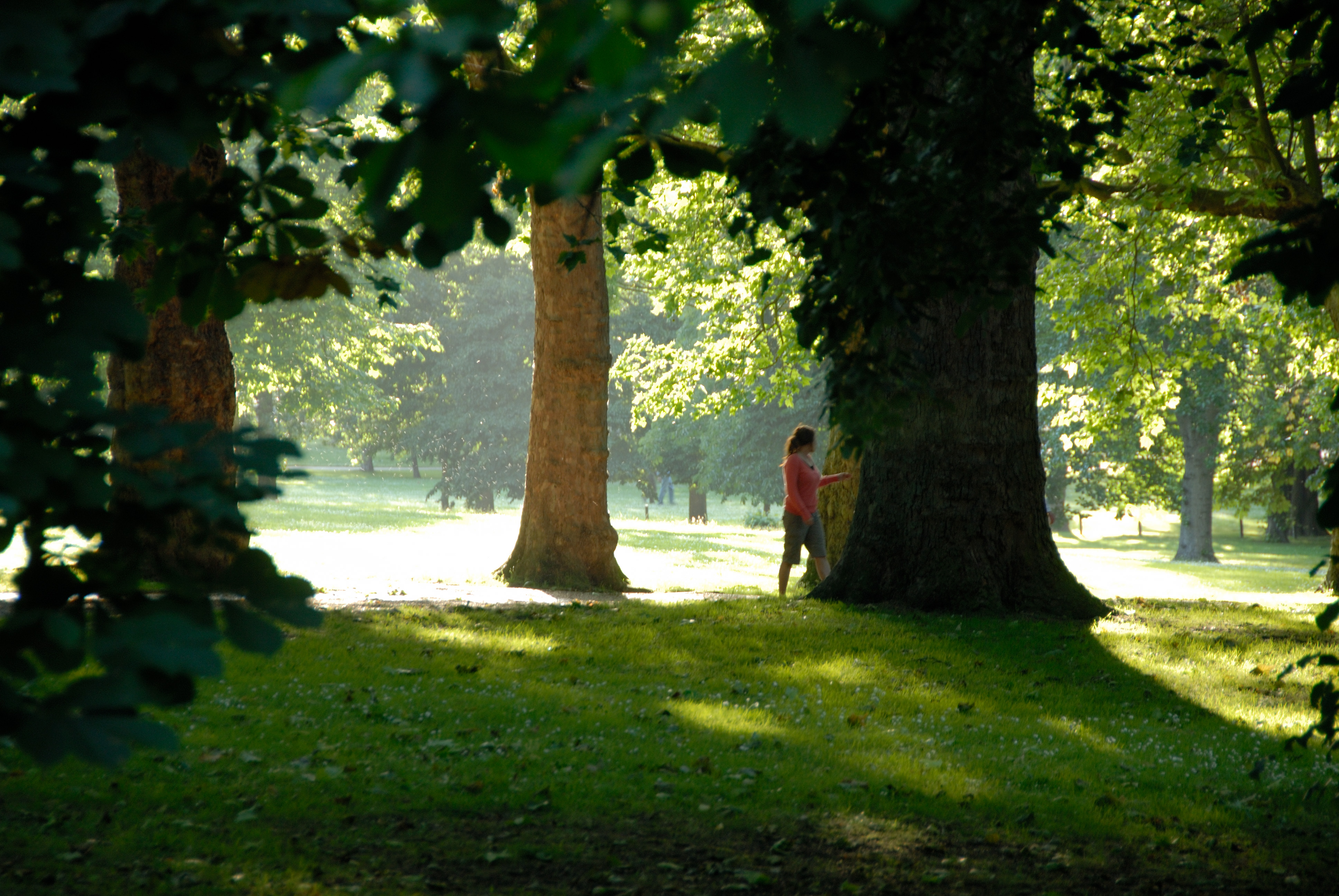
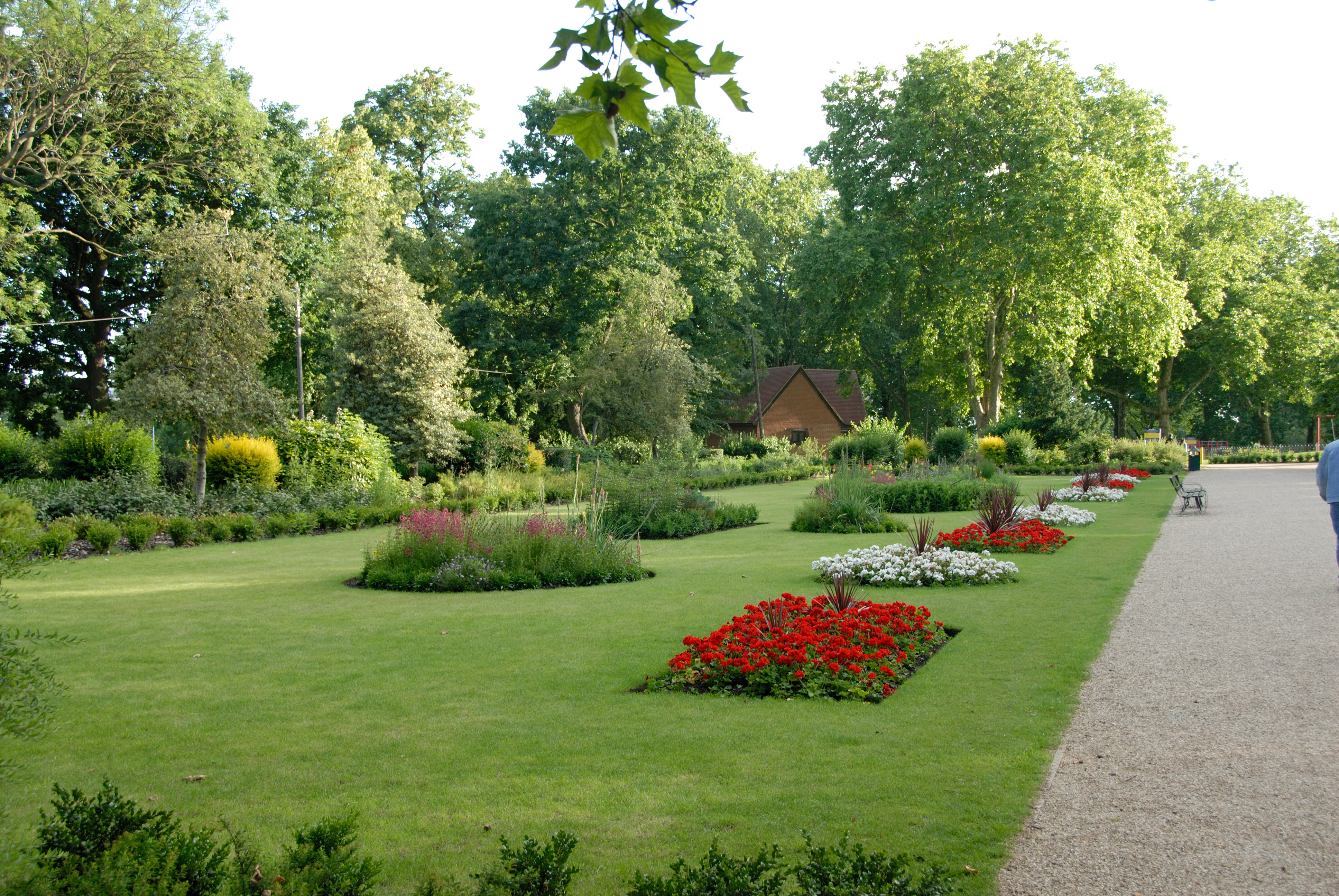
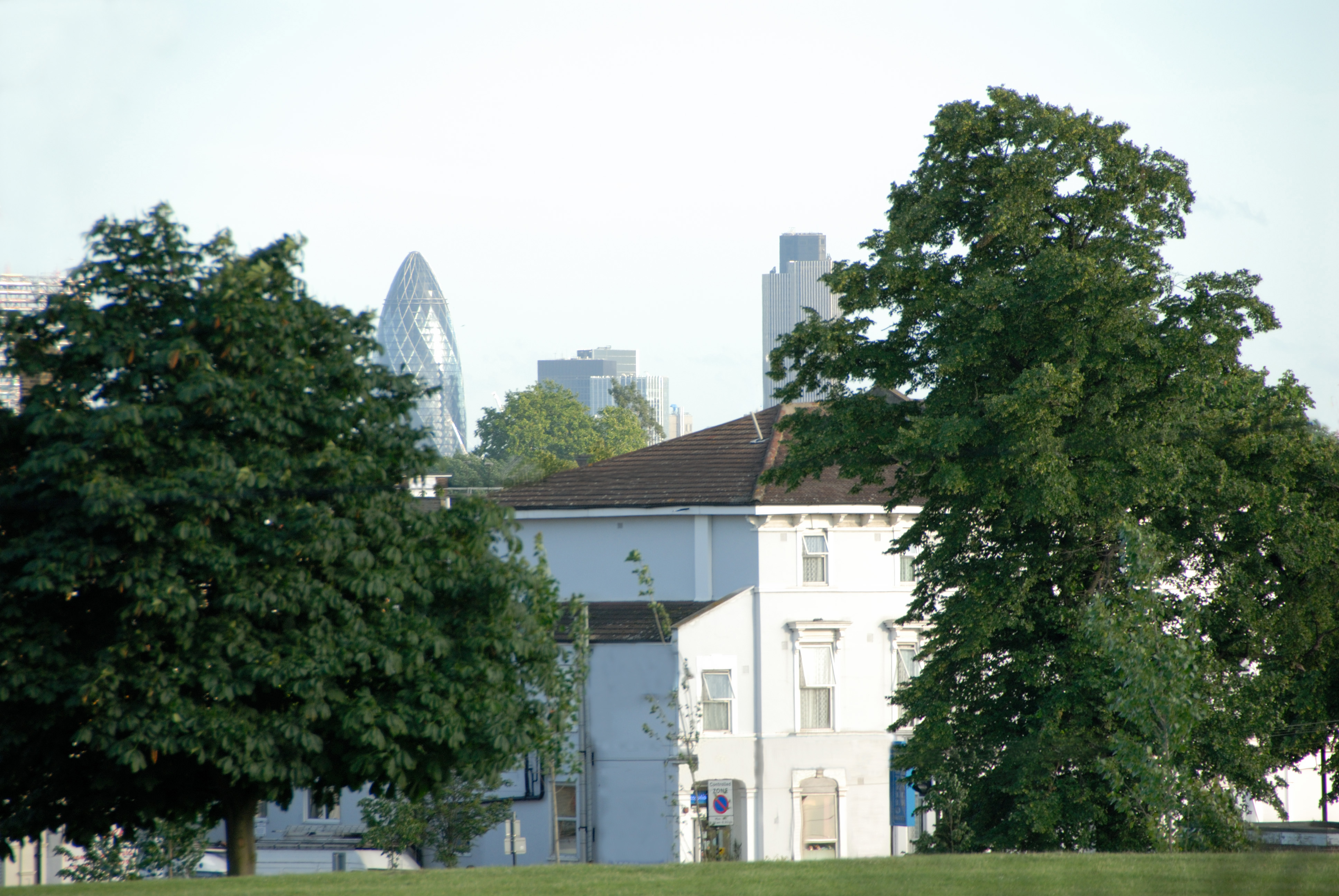